# Bathylagus euryops
Bathylagus euryops é uma espécie de peixe pertencente à família Bathylagidae.
A autoridade científica da espécie é Goode & Bean, tendo sido descrita no ano de 1896.

## Portugal
Encontra-se presente em Portugal, onde é uma espécie nativa.

## Descrição
Trata-se de uma espécie marinha. Atinge os 21 cm de comprimento, com base de indivíduos de sexo indeterminado.